# Adalberto Navarro Sánchez
Adalberto Navarro Sánchez (Lagos de Moreno, 24 de abril de 1918 - Guadalajara, Jalisco, 4 de junio de 1987) fue un poeta, escritor, editor y académico mexicano. Promovió las revistas literarias en su ciudad natal.

## Biografía
Realizó sus primeros estudios en su ciudad natal, posteriormente se trasladó a la ciudad de Guadalajara para obtener el bachillerato en el Seminario Conciliar. Se dedicó a la docencia en la Escuela Normal Superior de Jalisco y en la Facultad de Filosofía y Letras de la Universidad de Guadalajara. Fue profesor invitado en la Universidad de Arizona, en la Universidad de Kansas y en la Universidad de Texas en El Paso.
En 1936 publicó con José Cornejo Franco los cuadernos de Índice, y en 1939 la revista Prisma en compañía de María Luisa Hidalgo, con quien más tarde se casó. En 1950 comenzó a editar la revista literaria Et Caetera, de la cual se publicaron 73 números, a pesar de que tuvo dos interrupciones se publicó hasta 1987. Tuvo una librería e imprenta llamada El Periquillo en la cual se reunía con sus amigos y discípulos. Adicionalmente, colaboró para Eos, Pan, Xalixtlico, Summa, Ariel, El Informador, y El Occidental.
Fue secretario de la Casa de Cultura Jalisciense. Fue presidente del Seminario de Cultura Mexicana. En 1969, fue elegido miembro correspondiente de la Academia Mexicana de la Lengua, el 15 de agosto del mismo año leyó su discurso de ingreso, "Algunos aspectos de la poesía de Manuel Martínez Valadez",  el cual fue contestado por Francisco Monterde. Murió en Guadalajara el 4 de junio de 1987.

## Premios y distinciones
- Premio Jalisco en Letras, 1953.
- Medalla José María Vigil, 1955.
- Medalla del Instituto de Arte de México, 1970.

## Obras publicadas
- Ejercicios, 1934.
- Pasión de la tierra, 1941.
- Liras y palabras dentro del mar, 1944.
- Primavera en invierno, 1951.
- Espejo del Gólgota, 1952.
- El sueño herido y otros poemas, 1953.
- Biblioteca Jalisciense, en 14 volúmenes con la colaboración de Ramiro Villaseñor y Villaseñor, de 1952 a 1955.
- Las horas situadas, 1968.
- Estudios sobre literatura mexicana de José María Vigil, edición, introducción y notas, 1972.
- Signo, 1984.
- Reunión de poemas, 1934-1984, recopilación publicada por Fernando Carlos Vevia Romero y Francisco Ayón Zéster en 1984.
- Agustín Yáñez: sus primeros libros, edición 1985.
- Los escritos, publicado por Fernando Carlos Vevia Romero en 1988.
- Los escritos, los versos
- Narrativa literaria y pintura, 1940-1980, 1988.